# Arvid Aarsnes
Arvid Kjell Aarsnes (auch: Årsnes; * 18. September 1920 in Norwegen; † 18. September 2012) war ein norwegischer Organist, Pianist, Dirigent, Musikpädagoge, Komponist und Arrangeur.

## Leben
Arvid Aarsnes wuchs in Høvåg, einer Kommune zwischen Kristiansand und Lillesand auf. Seine Eltern waren Olga Elisabeth und Christoffer Bernhard Aarsnes. Seine Mutter war Sängerin, sein Vater Kunstmaler. Sie bewirtschafteten einen kleinen Bauernhof. Arvid erbte die Freude am Singen von seiner Mutter und erlernte bald das Spielen des hauseigenen Harmoniums, so dass er im Alter von zwölf Jahren seine Mutter beim Singen begleiten konnte. Mit vierzehn Jahren erhielt er Orgelunterricht bei Domorganist Gunnar Abrahamson in Kristiansand, den er mit sechzehn Jahren beim Orgeldienst an der Domkirche vertrat.
Ab 1939 studierte er am Musikkonservatorium in Oslo Orgelspiel und Chorleitung. Seine Lehrer waren der Organist Arild Sandvold und der Leiter des Konservatoriums Trygve Lindeman (1896–1979). Darüber hinaus studierte er Musikgeschichte, Instrumentierung und Kontrapunkt und machte 1942 das Orgelexamen und 1944 das Examen als Chorleiter. Zeitweise leitete er in den 1940ern sechs verschiedene Chöre pro Woche und war selbst zusätzlich Chorsänger unter der Leitung Sandvolds in der Cæciliaforeningen und im Landskoret [Nationalchor]. Ende des Jahrzehnts erhielt er eine Festanstellung bei Norges Sangerlag, dem Norwegischen Chorverband. Ein ihn prägendes Konzerterlebnis war das Mitwirken bei der Uraufführung des Requiems von Sigurd Islandsmoen im Jahr 1943. 1951 besuchte er einen Dirigierkurs am Mozarteum in Salzburg, in dessen Rahmen er das 2. Klavierkonzert op. 18 in c-Moll von Sergej Rachmaninow dirigierte.
1952 nahm er die Organistenstelle an der Kirche von Voss bei Bergen an. Zunächst auf ein Jahr angelegt blieb er dort bis zu seiner Pensionierung 1987. Dazu übernahm er im selben Jahr als Dirigent die Leitung des Fossegrimen Orkester in Voss. Nach einem Jahr leitete er 1953 das 3. Klavierkonzert von Ludwig van Beethoven in einem Konzert mit der norwegischen Pianistin Ingebjørg Gresvik (1908–2000) als Solistin. Im nächsten Jahr folgte als nächstes großes Projekt zur Einweihung der Kirche von Voss nach umfangreichen Restaurierungs- und Renovierungsarbeiten eine Aufführung des Requiems von Gabriel Fauré, der weitere vier Aufführungen folgten. Dies war zugleich die Erstaufführung des Werks in Norwegen und es war notwendig das Aufführungsmaterial direkt aus Paris zu beschaffen.
Zum einhundertsten Geburtstag des norwegischen Dichters Per Sivle 1957 vertonte der norwegische Komponist Geirr Tveitt sieben Gedichte Sivles. Diese Komposition führte Aarsnes mit seinem Orchester, einem Chor, dem Bariton Egil Nordsjø (1908–1980) und der Sopranistin Ingrid Bjoner in einem Festkonzert im Jubiläumsjahr auf. Im Rahmen des Konzertes rezitierte der norwegische Schauspieler und Regisseur Alfred Maurstad weitere Gedichte Sivles. 1975 spielten sie im norwegischen Fernsehen das Violakonzert von Georg Philipp Telemann unter Aarsnes Leitung mit dem niederländischen Bratscher Rudolf Zwartjes (* 1934). Er prägte das Musikleben in Hordaland als Organist, Dirigent des Orchesters, Chorleiter diverser Chöre und als Komponist und Arrangeur.
Am 1. Juli 1999 erhielt er die Kongens Fortjenstmedalje (Königliche Verdienstmedaille). Zu seinem einhundertsten Geburtstag fand im Januar 2020 in Voss ein Gedenkkonzert mit dem Fossegrimen Orkester, einem Projektchor und diversen Solisten statt, bei welchem einige seiner Werke aufgeführt wurden.

## Werke (Auswahl)
In einem von Grethe Hovland erstellten Katalog der Ole Bull Akademie sind 210 Kompositionen Arvid Aarsnes aufgeführt. Er enthält 247 Stücke als Manuskript und neun gedruckte Werke.
- Her vil eg kvile. für Gesang und Klavier, Text: Ola Setrom, Oslo, 1946, eingespielt am 31. Mai 1954 von Kirsten Flagstad und dem norwegischen Pianisten Waldemar Alme (1890–1967) für den norwegischen Rundfunk[6]
- Brudeslåtten og bruremarsj frå Telemark für Orgel oder Harmonium, Norsk Musikforlag, Oslo, 1969 OCLC 474176932
- Ole Bull: Cantabile für Violine und Klavier, arrangiert von Arvid Aarsnes, eingespielt vom Geiger Arve Tellefsen und dem Pianisten Håvard Gimse auf der CD Ole Bull - a Norwegian pioneer, erschienen 2005 beim Label Simax OCLC 871976381
- Ole Bull:  Andante cantabile für Violine und Klavier, arrangiert von Arvid Aarsnes, eingespielt vom Geiger Arve Tellefsen und dem Pianisten Håvard Gimse auf der CD Arve Tellefsen plays Ole Bull, erschienen 2010 beim Label Simax OCLC 715318984
- Fagre Mjølfjell, arrangiert von Arvid Aarsnes, eingespielt von Sigbjørn Bernhoft Osa auf der Hardangerfiedel auf der MC Virtu-Osa, veröffentlicht 1985 beim Label Buen Kulturverkstad
- Tone Frå Cuba, arrangiert von Arvid Aarsnes, eingespielt von Sigbjørn Bernhoft Osa auf der Hardangerfiedel auf der MC Virtu-Osa, veröffentlicht 1985 beim Label Buen Kulturverkstad